# Emmanuel Callender
Emmanuel Callender (Arouca, Trinidad y Tobago, 10 de mayo de 1984) es un atleta trinitense.
Callender representado a Trinidad y Tobago en los Juegos Olímpicos de 2008 en Beijing. Compitió en los relevos de 4 × 100 m, junto con Marc Burns, Aaron Armstrong, Keston Bledman y Richard Thompson. En su serie clasificatoria (sin Callender) se colocaron primero frente a Japón, Holanda y Brasil. Su tiempo de 38.26 fue el más rápido de todos los equipos de dieciséis participantes en la primera ronda y clasificó para la final. Armstrong fue reemplazado por Callender para la carrera final y corrió a un tiempo de 38,06 segundos, la segunda vez después de que el equipo de Jamaica, ganara la medalla de plata.
Callender estableció nuevas marcas personales en los 100 y 200 metros en el encuentro Grande Prêmio Brasil Caixa en mayo de 2009 con los tiempos de 10,16 y 20,40 segundos de grabación, respectivamente.